# Lac du Ceppu
Le lac du Ceppu (Lavu di u Ceppu en corse) est un lac de montagne de Corse, dans le bassin hydrologique de la Figarella sur la commune de Calenzana, dans la forêt territoriale de Bonifatu.

## Géographie
Le lac est situé au Nord-est du Capu a u Ceppu (1 951 m), à 1 793 m d'altitude. Il est en retrait des sentiers de  randonnée balisés qui sillonnent la forêt de Bonifatu. On peut l'atteindre à partir du col de Pittinaghia (bocca di Pittinnaghja) ou  en remontant le "couloir des Bergers" à partir du ravin de Pittinaghia.

## Hydrographie
Le lac du Ceppu est sur le bassin versant de la Figarella, comme le lac de la Muvrella, son voisin à moins de 3 kilomètres environ. 
Son émissaire est un ru qui alimente le ruisseau de Pittinaghia, affluent du ruisseau de Meta di Filu.